# A Nice Girl Like You
A Nice Girl Like You es una película dirigida por el director Chris Riedell, Nick Riedell . El filme lo protagonizan los actores Lucy Hale, Leonidas Gulaptis, Mindy Cohn, Adhir Kalyan, Jackie Cruz.

## Trama
Una graduada de Harvard explora sus miedos sexuales después de ser catalogada de "sexófoba" por su pareja.

## Reparto
- Lucy Hale como Lucy Neal
- Leonidas Gulaptis como Grant Anderson
- Jackie Cruz como Nessa Jennings
- Mindy Cohn como Pricilla Blum
- Adhir Kalyan como Paul Goodwin
- Stephen Friedrich como Jeff Thayer
- Leah McKendrick como Honey Parker